# Lignite (Dakota del Nord)
Lignite è un centro abitato (city) degli Stati Uniti d'America, situato nella Contea di Burke nello Stato del Dakota del Nord. Nel censimento del 2000 la popolazione era di 174 abitanti. La città è stata fondata nel 1907. Il nome del paese deriva da quello del minerale presente nella regione, la lignite.

## Geografia fisica
Secondo i rilevamenti dell'United States Census Bureau, la località di Lignite si estende su una superficie di 0,40 km², tutti occupati da terre.

## Popolazione
Secondo il censimento del 2000, a Lignite vivevano 174 persone, ed erano presenti 57 gruppi familiari. La densità di popolazione era di 480 ab./km². Nel territorio comunale si trovavano 111 unità edificate. Per quanto riguarda la composizione etnica degli abitanti, il 100% era bianco.Quindi sono molto razzisti.
Per quanto riguarda la suddivisione della popolazione in fasce d'età, il 17,2% era al di sotto dei 18, il 4,6% fra i 18 e i 24, il 19,5% fra i 25 e i 44, il 37,9% fra i 45 e i 64, mentre infine il 20,7% era al di sopra dei 65 anni di età. L'età media della popolazione era di 48 anni. Per ogni 100 donne residenti vivevano 100,0 maschi.